# Überfall bei Quistello
Kehl
– Pizzighettone
– Danzig
– Bitonto
– Trarbach
– Bari
– Colorno
– Parma
– Philippsburg
– Quistello
– Guastalla
– Gaeta
– Capua
– Messina
– Siracusa
– Klausen
– Trapani
Der Überfall bei Quistello wurde während des Polnischen Thronfolgekriegs am 15. September 1734 von den Österreichern auf die Piemontesen und Franzosen ausgeführt. Ort der Gefechte war die Gegend zwischen Quistello und San Benedetto in der Emilia-Romagna, Oberitalien, am linken Ufer der Secchia, ca. 28 km nördlich von Guastalla.

## Ausgangslage
Am 29. Juni 1734 verloren die Österreicher gegen die Verbündeten Franzosen und Piemontesen die Schlacht bei Parma. Die Österreicher verloren dabei aber auch den Oberkommandierenden Mercy. Daher hatte Feldzeugmeister Ludwig von Württemberg die geschlagene Armee hinter die Secchia bis nach Revere an den Po zurückgezogen. Dort übernahm Feldmarschall Königsegg am 11. Juli den Oberbefehl. Derweil hatte die Verbündeten am 8. Juli bei Quistello ihr Lager aufgeschlagen und die Secchia mit einer Brücke überspannt. Gleichzeitig wurde das Dorf Quistello in eine Festung verwandelt. Am 19. Juli zog Königsegg mit seiner Armee nach Quingentole, um die Franzosen zu beobachten. Der französische Kommandeur Broglie glaubte die Österreicher für zu schwach für einen Angriff und hatte seine Einheiten von Bondanello über Quistello bis zur Mündung der Secchia in den Po verteilt. Außerdem waren wichtige Punkte mit Artillerie verstärkt worden. Der König von Sardinien mit seinem Stab befand sich in San Benedetto zusammen mit 6000 Soldaten, Marschall Broglie bei Casine Gaidella gegenüber Quistello.

## Der Überfall
Feldmarschall Königsegg beschloss einen Überfall zu wagen. Dazu sollten Generalfeldwachtmeister Karl Christian Ludwig von Waldeck rechts an Quistello vorbei an die Secchia vorrücken. Feldmarschall-Lieutenant Lantieri sollten mit drei Kavallerie-Regimentern das Lager decken und Königsegg selber wollte mit Württemberg links angreifen. Am 15. September kurz nach Mitternacht verließen die Kolonnen das Lager. Eine Stunde vor Tagesanbruch erreichte man den Fluss und zwei Stunden späten begann die Durchquerung, immer noch hatte die Wachen nichts bemerkt. Die erste Kolonne unter Württemberg verfehlte die Furt bei Gaillarde und wurde von den Wachen dann doch bemerkt, diese stürmten in das Lager, wo aber dann große Verwirrung herrschte. Die zweite Kolonne unter Königsegg und die dritte Kolonne unter August Jakob Heinrich von Suckow durchquerten den Fluss bei Casniano und konnte die Vorposten ausschalten. Die vierte Kolonne unter Waldeck erreichte zwischen Regina della Crema und Madonna del Carmine das andere Ufer. Es gelangten österreichische Reiter in das Lager, was das dortige Chaos noch vergrößerte. Inzwischen erreichte die erste Kolonne das französische Hauptquartier, das noch immer nicht informiert worden war. Marschall Broglie konnte sich im Nachthemd retten, aber nicht sein Stab. Der Generalstab sowie die Kriegskasse von 200.000 Talern fielen in die Hände der Österreicher.
Währenddessen waren die fünfte Kolonne unter FML Franz Rudolph von Hohenems und die sechste Kolonne unter FML Franz Leopold von Czungenberg über den Fluss gekommen. Die Franzosen wurde aus ihren Stellungen vertrieben.
Königsegg sammelte seine Kolonnen und wollte Quistello einschließen. Marschall Broglie und der König hatte inzwischen Teile ihrer versprengten Truppen gesammelt und wollten gegen Gaidella vorgehen. Königsegg trat den noch im Formieren befindlichen Einheiten rasch entgegen, woraufhin der König den Rückzug und das Räumen von Quistello befahl. Bei der Erkundung stieß Graf Waldeck aber überraschend auf Franzosen. Diesen gaben eine Salve ab, die den Grafen und einige Mitglieder seines Stabes töteten. Nach ca. 15 Stunden war die Schlacht geschlagen.

## Fazit
Die Beute der Österreicher war beachtlich, da alle französischen Vorräte und das komplette Lager erbeutet werden konnten. Da Königsegg sich jedoch zu schwach für eine Verfolgung des Feindes fand, konnten die Verbündeten sich schnell reorganisieren und die Österreicher schon am 19. September bei Guastalla schlagen.